# アーサー・ペン
アーサー・ペン（Arthur Penn, 1922年9月27日 - 2010年9月28日）は、アメリカ合衆国ペンシルベニア州フィラデルフィア出身の映画監督。

## 人物
1958年に『左きゝの拳銃』で監督デビューを果たし、代表作に『奇跡の人』（1962年）、アメリカン・ニューシネマの代表作『俺たちに明日はない』（1967年）、『小さな巨人』（1970年）などがある。
また舞台の演出などでも知られており、『奇跡の人』は舞台演出も手掛けていた。兄は写真家のアーヴィング・ペン。
2010年9月28日、うっ血性心不全により逝去。88歳没。

## フィルモグラフィー

### 映画

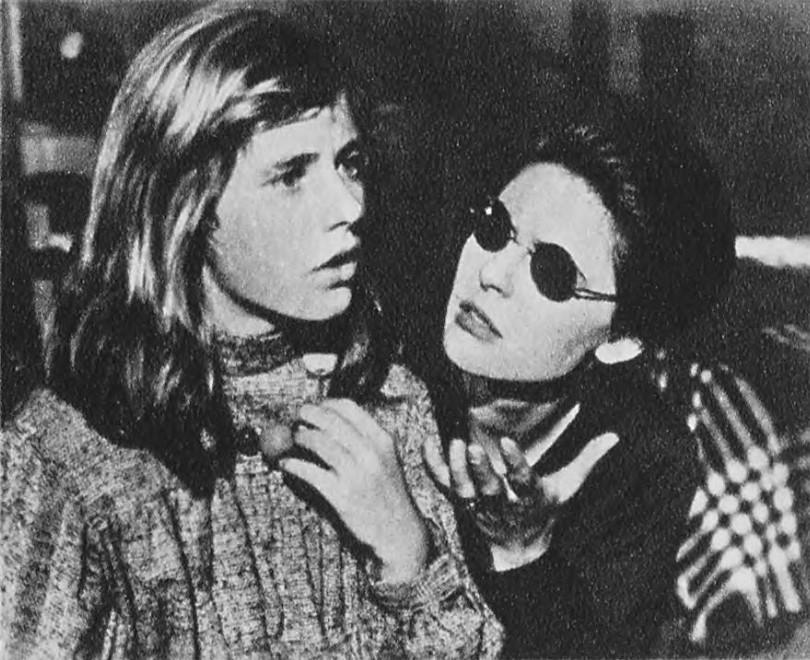
『奇跡の人』（1962年）

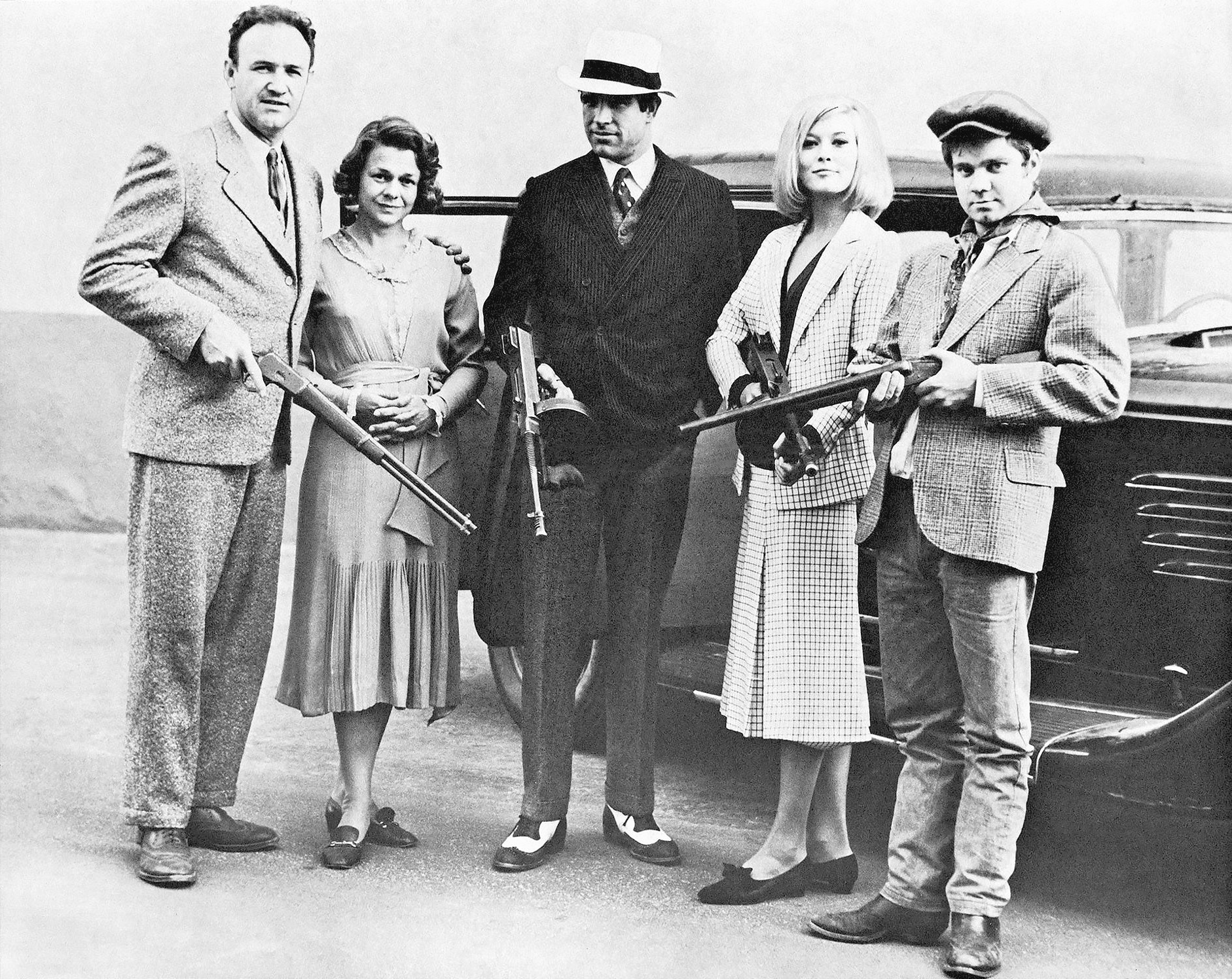
『俺たちに明日はない』（1967年）

- 左ききの拳銃 The Left Handed Gun (1958) 監督
- 奇跡の人 The Miracle Worker (1962) 監督
- 逃亡地帯 The Chase (1966) 監督
- 俺たちに明日はない Bonnie and Clyde (1967) 監督
- アリスのレストラン Alice's Restaurant (1969) 監督・脚本
- 小さな巨人 Little Big Man (1970) 監督
- 時よとまれ、君は美しい/ミュンヘンの17日 Visions of Eight (1973) 監督
- ナイトムーブス Night Moves (1975) 監督
- ミズーリ・ブレイク The Missouri Breaks (1976) 監督
- フォー・フレンズ/4つの青春 Four Friends (1981) 監督・製作
- ターゲット Target (1985) 監督
- 冬の嵐 Dead of Winter (1987) 監督
- ペン&テラーの 死ぬのはボクらだ!? Penn & Teller Get Killed  (1989) 監督・製作
- 愛のポートレイト/旅立ちの季節 The Portrait (1993) テレビ映画、監督
- キング・オブ・フィルム/巨匠たちの60秒 Lumière et compagnie (1995) 監督
- Inside (1996)

### テレビシリーズ
- ロー&オーダー Law & Order (2000-2001) 製作総指揮

## 受賞歴
| 賞                   | 年     | 部門   | 作品                   | 結果       |
| -------------------- | ------ | ------ | ---------------------- | ---------- |
| アカデミー賞         | 1963年 | 監督賞 | 『奇跡の人』           | ノミネート |
| アカデミー賞         | 1968年 | 監督賞 | 『俺たちに明日はない』 | ノミネート |
| アカデミー賞         | 1970年 | 監督賞 | 『アリスのレストラン』 | ノミネート |
| ゴールデングローブ賞 | 1968年 | 監督賞 | 『俺たちに明日はない』 | ノミネート |